# Roald Dahl Plass

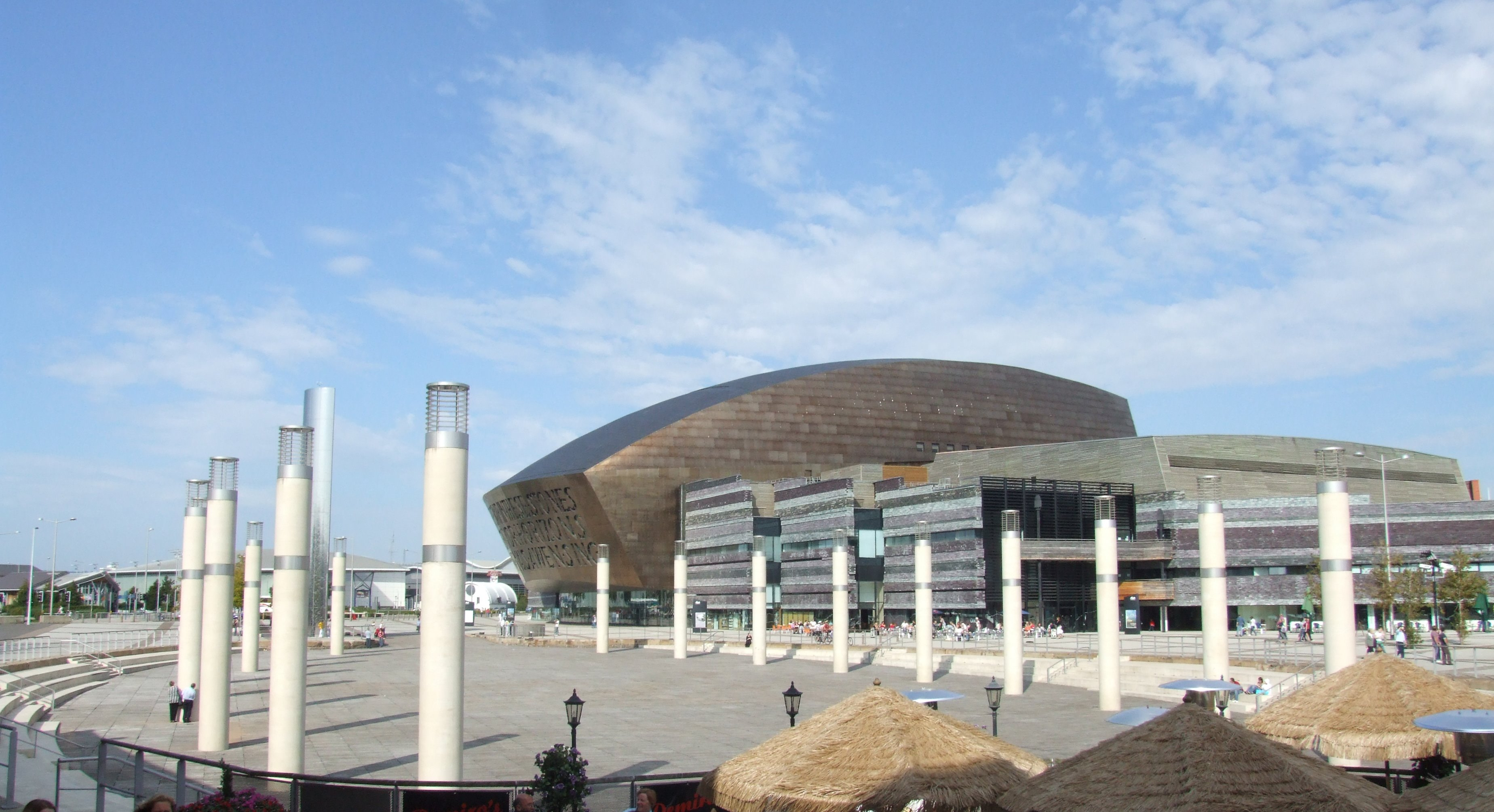
Roald Dahl Plass ed il Wales Millennium Centre

Roald Dahl Plass (gall. Plas Roald Dahl) è una piazza che si affaccia sulla baia di Cardiff, capitale del Galles, nel Regno Unito.
Prende il suo nome dallo scrittore nativo della città Roald Dahl, e si trova a sud del centro cittadino.
Sulla piazza si affaccia il Senedd  (l'edificio che ospita l'Assemblea Nazionale per il Galles) e il Wales Millennium Centre, un centro di arti sceniche. La forma a ciotola della piazza ha permesso la costruzione di un anfiteatro molto popolare, dove vengono dati concerti all'aperto. Vi si trova anche la Chiesa Norvegese dei Marinai.
Chiamata in precedenza Oval Basin (bacino ovale), la zona era uno dei magazzini per il commercio del carbone dalla seconda metà del XIX secolo in avanti. A fine della Seconda Guerra Mondiale la zona venne abbandonata e seguì un periodo di incuria e decadimento fino agli anni Ottanta, quando questa parte della baia di Cardiff venne recuperata. 

## Nei media

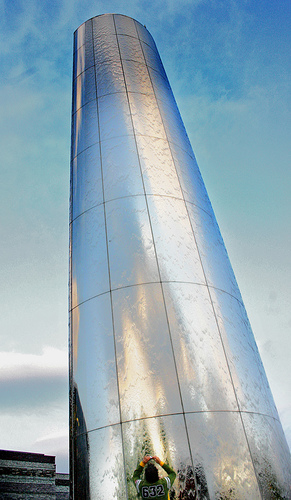
La fontana della piazza

Roald Dahl Plass appare per la prima volta nell'episodio Boom Town della prima stagione del serial inglese Doctor Who: nell'universo della serie una fessura spazio-temporale si apre nel mezzo di Cardiff. 
La piazza diventa poi centrale nello spin-off di "Doctor Who", il serial Torchwood. L'Istituto Torchwood ha sotto la piazza una delle sue sedi, Torchwood Tre, impegnata nel monitorare l'attività aliena connessa alla fessura. La base della fontana può essere uno dei passaggi per entrare nell'edificio, ed una delle pietre che compongono la pavimentazione nella piazza è un ascensore che genera uno schermo invisibile, cosicché nessuno si accorga della pietra stessa che scende fino alla sede dell'organizzazione.